# Space Cadet
Space Cadet (bra: Uma Astronauta Quase Perfeita) é um filme americano de comédia de 2024 escrito e dirigido por Liz W. Garcia. É estrelado por Emma Roberts, Tom Hopper, Poppy Liu e Gabrielle Union. O filme foi lançado em 4 de julho de 2024 na Amazon Prime.

## Premissa
Rex Simpson é uma garota festeira da Flórida que sonha em se tornar uma astronauta. Uma inscrição falsificada a leva ao treinamento de astronautas com outros candidatos.

## Elenco
- Emma Roberts como Rex Simpson
- Tom Hopper como Logan O'Leary
- Poppy Liu como Nadine Cai
- Gabrielle Union como Pam Proctor
- Kuhoo Verma como Violet Marie Vislawski
- Desi Lydic como Dra. Stacy Kellogg
- Sebastián Yatra como Toddrick Spencer
- Sam Robards como Calvin Simpson
- Dave Foley como Rudolph Bolton
- Yasha Jackson como Grace Jackson
- Andrew Call como Capitão Jack Mancini
- Josephine Huang como Miriam Osprey
- Troy Iwata como Hector Kaneko
- Tomas Matos como Johnny
- Fergie L. Philippe como Bingo
- Alli Brown como Paris

## Produção
As filmagens principais ocorreram em Nova Jersey de agosto a outubro de 2022. Union Beach substituiu Cocoa Beach. Gravações também aconteceram  no Complexo Bell Labs Holmdel, no Aeroporto do Condado de Essex e nos Centro Espacial e de Foguetes.

## Lançamento
O filme foi lançado pela Amazon MGM Studios através de seu serviço de streaming Prime Video em 4 de julho de 2024.

## Recepção
No site agregador de avaliações Rotten Tomatoes, 30% das avaliações de 27 críticos são positivas, com uma classificação média de 3,8/10. O consenso do site diz: "Nunca conseguindo decolar, apesar do desempenho alegre de Emma Roberts, o Space Cadetsai da escola de comédia de alto conceito."
O The Guardian pensou que o filme está "irremediavelmente confuso, um primeiro gole amargo que passa a coagular". O The New York Times opinou que "as piadas parecem cansadas. Os atores estão principalmente fazendo o seu melhor, mas o roteiro muitas vezes os deixa imitando a comédia em vez de apresentá-la", e não é "não assistível, mas é o tipo de filme que faz você querer voltar e revisitar as melhores versões."